# Lyda Trueblood
Lyda Anna Mae Trueblood (nacida Lyda Anna Mae Keller; 16 de octubre de 1892 – 5 de febrero de 1958), también conocida como Lyda Southard, fue una asesina en serie estadounidense activa en la década de 1910 y principios de los años 1920. Es considerada una de las primeras mujeres asesinas seriales documentadas en los Estados Unidos, precedida únicamente por casos como el de Jane Toppan.
Se sospecha que envenenó con arsénico a al menos cuatro de sus esposos, a su cuñado y a su propia hija, con el objetivo de cobrar los seguros de vida que ella misma había contratado a su favor. El arsénico era extraído de papel matamoscas, una técnica que más tarde sería asociada con otros casos criminales.
Trueblood fue arrestada en 1921 y posteriormente condenada a una pena de entre 10 años y cadena perpetua. Cumplió parte de su condena en el estado de Idaho, aunque protagonizó una fuga en 1931 antes de ser recapturada.
Falleció el 5 de febrero de 1958 en Salt Lake City, Utah, a los 65 años de edad, a causa de un infarto agudo de miocardio.

## Primeros años
Lyda Keller nació el 16 de octubre de 1892, en la ciudad de Keytesville, Misuri, 60 millas (56 kilómetros) al noreste de Kansas City y en las llanuras centrales de Misuri.

## Matrimonios
Lyda se casó con Robert Dooley el 17 de marzo de 1912. La pareja se estableció con su hermano Ed Dooley en un rancho en Twin Falls, Idaho, y tuvieron una hija, Lorraine, en 1914. Lorraine murió inesperadamente en 1915, según Lyda, como resultado de beber agua de un pozo sucio. Ed Dooley murió poco después en agosto de 1915; la causa de la muerte se dictaminó como envenenamiento por tomaína. Posteriormente, Robert Dooley cayó enfermo y murió de fiebre tifoidea el 12 de octubre de 1915, dejando a Lyda como la única sobreviviente de la familia. Lyda cobró las pólizas de seguro de vida de cada uno poco después de su muerte.
Dentro de los dos años posteriores a la muerte de Robert, Lyda conoció y se casó con William G. McHaffle en 1917. Poco después, la hija de tres años de Lyda cayó enferma y murió, lo que provocó que los McHaffle se mudaran a Montana. Un año después, McHaffle se enfermó repentinamente de lo que se pensaba que era gripe y murió en Montana el 1 de octubre de 1918. El certificado de defunción dictaminó la causa de la muerte como gripe y difteria.
En marzo de 1919, Lyda se casó con Harlen C. Lewis, un vendedor de automóviles de Billings, Montana. Dentro de los cuatro meses que duró su matrimonio, Lewis cayó enfermo y murió supuestamente de complicaciones de una gastroenteritis.
Lyda se casó por cuarta vez en Pocatello, Idaho, con Edward F. Meyer, un capataz de rancho en agosto de 1920. Misteriosamente cayó al parecer enfermo de fiebre tifoidea y murió el 7 de septiembre de 1920.

### Lista de matrimonios
1. Robert Dooley (17 de marzo de 1912 – 12 de octubre de 1915; viuda)
2. William G. McHaffle (junio de 1917- 1 de octubre de 1918; viuda)
3. Harlen C. Lewis (marzo de 1919- julio de 1919; viuda)
4. Edward F. Meyer (agosto de 1920 - 7 de septiembre de 1920; viuda)
5. Paul V. Southard (?; divorciada)
6. Harry Whitlock (marzo de 1932-?; divorciada)
7. Hal Shaw (probablemente divorciada)

## Asesinatos
Earl Dooley, un químico originario de la localidad Twin Falls, pariente del primer esposo de Lyda, comenzó a estudiar las muertes ocurridas a su alrededor. Junto con un físico y otro químico, pronto descubrieron qué Robert y Ed Dooley fueron asesinados producto de un envenenamiento por arsénico. El Fiscal del Condado de Twin Falls, Frank Stephan comenzó una investigación y ordenó exhumar los cuerpos de tres de los esposos de Lyda, y de su hija de cuatro años. Stephan descubrió que algunos de los cuerpos mostraban restos de arsénico, mientras que en otros se sospechó que también habían sufrido envenenamiento por arsénico, debido al buen estado que todavía conservaban los cadáveres, y descubrió el motivo de los asesinatos en los registros de una compañía de seguros de vida en Boise del estado de Idaho, al ver que los cuatro esposos tenían una póliza de seguro de vida, y en la cual nombraban beneficiaria a Lyda en caso de muerte. Debido a esto, Lyda obtuvo 8.100 dólares por la muerte de sus tres esposos (equivalente a 120,128.62 dólares de 2019).
Fue capturada en Honolulu, Hawaii casada por quinta vez con un oficial de la marina llamado Paul Southard. Después de la extradición a Idaho, fue acusada el 11 de junio de 1921.
Los cuatro esposos de Lyda tenían una póliza de seguro de vida donde ella figuraba como la beneficiaria. Lyda fue capaz de recaudar 7.000 dólares en los años posteriores a las muertes de sus primeros tres maridos.

## Esposos y dinero de las pólizas de vida
| Esposo              | Dinero obtenido en la póliza de seguro |
| ------------------- | -------------------------------------- |
| Robert Dooley       | $4,600                                 |
| William McHaffle    | $500                                   |
| Harlan Lewis        | $3,000                                 |
| Ed Myer             | $10,000                                |
| Paul Vance Southard | $10,000                                |

## Prisión
Lyda pasó por un proceso judicial que duró seis semanas, y fue condenada por asesinato en segundo grado a diez años en reclusión perpetua en la Old Idaho State Penitentiary. Sin embargo, se escapó de prisión el 4 de mayo de 1931 y se instaló en Denver, Colorado, como ama de llaves para Harry Whitlock, hombre con quien había contraído matrimonio en marzo de 1932 pero que finalmente ayudó a su arresto en Topeka, Kansas el 31 de julio de 1932 regresando a la cárcel penitenciaria en agosto de 1932. Obtuvo la libertad condicional en octubre de 1941, y recibió el perdón en 1942. Lyda fue enviada a Idaho a enfrentar los cargos por el asesinato de Meyer. Se declaró inocente ante el tribunal pero finalmente fue condenada por usar arsénico para asesinar a sus maridos y luego tomar el dinero del seguro. Fue sentenciada a un periodo mínimo de diez años a cadena perpetua en una prisión de Idaho. Se determinó que el motivo de sus crímenes era el dinero, ya que ella había contratado y cobrado las pólizas de seguro de vida de cada uno de sus maridos muertos.

## Muerte
Lyda murió de un paro cardíaco el 5 de febrero de 1958 en Salt Lake City, Utah, a los 65 años de edad. Sus restos fueron enterrados en Sunset Memorial Park en Twin Falls, Idaho.